# 手の陽明大腸経
手の陽明大腸経（てのようめいだいちょうけい、中国語 手陽明大腸經 shǒu yángmíng dàchángjīng、英:The Large Intestine Meridian of Hand-YangmingもしくはShou Yangming Dachangjing）とは大腸経に属する手を流れる陽経の経絡である。肺と大腸は共に中国の五行（木、火、土、金、水）でいうと金に属するため密接な関係を持つ。また、流注によると大腸はもとより、歯のまわりを取り囲んでいるため歯痛にこの大腸経の経穴を使うこともある。大腸経の募穴は天枢穴（足の陽明胃経）。
国際表記はLIと表記する。

## 流注（経絡の流れの道筋）
示指末端（商陽穴）に起こり、示指の橈側白肉際（肌目の際）を循り、第1中手骨と第2中手骨の間（合谷穴）に出て、前腕後外側を上り、肘窩横紋（肘の皺）の外端（曲池穴）に入る。上腕の外側を上行して、肩峰突起（肩の端にある盛り上がったところ）の外端の肩髃穴に至り、巨骨穴を過ぎ、大椎穴（督脈）に至って諸経と会する。大椎穴より下って鎖骨上窩（缺盆穴：足の陽明胃経）を経て肺を絡い、下って膈を貫き大腸に属する。
その支なるものは鎖骨上窩（缺盆穴）より分かれて頸部（首）に上り、頬を貫いて下歯中に入り、還り出て左右に分かれて口を挟み、鼻下の人中に交わり、左は右に、右は左に行き、すなわち左右交叉して、鼻孔を挟んで鼻翼両側（迎香穴）に終わる。ついで足の陽明胃経に連なる。

## 手の陽明大腸経に所属する経穴の一覧
以下に出てくる寸、分などの尺は骨度法、同身寸法参照。

### LI1.商陽（しょうよう）
取穴部位：示指橈側爪甲根部、爪甲の角を去ること1分
要穴：井金穴
知覚神経：正中神経浅枝
血管：第一背側中手動脈の枝
意義：商は五行色体表の五音で五臓の肺に対応する。陽は陽明大腸経を意味する。商陽とは肺経を受けた経脈が大腸経として始まることろにある穴という意味

### LI2.二間（じかん）
取穴部位：第2中手指節関節の下、橈側陥凹部
要穴：滎水穴
知覚神経：橈骨神経浅枝
血管：第一背側中手動脈の枝

### LI3.三間（さんかん）
取穴部位：第2中手指節関節の上、橈側陥凹部
要穴：兪木穴
筋肉：第一背側骨間筋
運動神経：尺骨神経
知覚神経：橈骨神経浅枝
血管：第一背側中手動脈の枝

### LI4.合谷（ごうこく）
【別名】合骨（ごうこつ）
取穴部位：第２中手骨中点の外側
　　（旧）第1・第2中手骨底間の陥凹部、第2中手骨より
要穴：原穴、四総穴
筋肉：第一背側骨間筋
運動神経：尺骨神経
知覚神経：橈骨神経浅枝
血管：第一背側中手動脈
意義：合谷とは反応点・治療点として脈気がよく集まるところにある穴という意味

### LI5.陽渓（ようけい）[2]
【旧名】陽谿（ようけい）
取穴部位：手関節背面橈側にあり、母指伸展してできる長・短母指伸筋腱の間の陥凹部（タバコ窩・橈骨小窩）
要穴：経火穴
筋肉：長母指伸筋腱、短母指伸筋腱
運動神経：橈骨神経
知覚神経：橈骨神経浅枝
血管：橈骨動脈
意義：陽谿（陽渓）とは大腸経の脈気がよく流れるところにある穴という意味
参考：WHO決定後は、陽渓から曲池（前腕）の長さを１尺２寸とする。

### LI6.偏歴（へんれき）
取穴部位：前腕後外側、陽渓と曲池を結ぶ線上、手関節背側横紋の上方３寸
　　（旧）前腕後橈側にあり、陽谿穴から曲池穴に向かい上3寸
要穴：絡穴
筋肉：長母指外転筋、短母指伸筋
運動神経：橈骨神経
知覚神経：外側前腕皮神経
血管：橈骨動脈
意義：偏歴とは大腸経の本幹が前腕の外側にかたよって注ぐところにある穴という意味

### LI7.温溜（おんる）
取穴部位：前腕後橈側にあり、陽谿穴から曲池穴に向かい上5寸、長・短橈側手根伸筋の間
要穴：郄穴
筋肉：長橈側手根伸筋、短橈側手根伸筋
運動神経：橈骨神経
知覚神経：外側前腕皮神経
血管：橈骨動脈
意義：温溜とは郄穴として脈気がたまり、反応点としてよく現れるところにある穴という意味

### LI8.下廉（げれん）
取穴部位：前腕後外側、陽渓穴と曲池穴を結ぶ線上、肘窩横紋（曲池穴）の下方４寸。陽渓穴から曲池に向かい上８寸、長・短橈側手根伸筋の間
　　（旧）前腕後橈側にあり、曲池穴の下4寸、陽谿穴から曲池穴に向かい上6寸、長・短橈側手根伸筋の間
筋肉：長橈側手根伸筋、短橈側手根伸筋
運動神経：橈骨神経
知覚神経：外側前腕皮神経
血管：橈骨動脈

### LI9.上廉（じょうれん）
取穴部位：前腕後外側、陽渓穴と曲池穴を結ぶ線上、肘窩横紋（曲池穴）の下方３寸。陽渓穴から曲池に向かい上９寸、長・短橈側手根伸筋の間
　　（旧）前腕後橈側にあり、曲池穴の下3寸、陽谿穴から曲池穴に向かい上7寸、長・短橈側手根伸筋の間
筋肉：長橈側手根伸筋、短橈側手根伸筋
運動神経：橈骨神経
知覚神経：外側前腕皮神経
血管：橈骨動脈

### LI10.手三里（てさんり）
取穴部位：前腕後外側、陽渓穴と曲池穴を結ぶ線上、肘窩横紋（曲池穴）の下方２寸。陽渓穴から曲池に向かい上１尺、長・短橈側手根伸筋の間
　　（旧）前腕後橈側にあり、曲池穴の下2寸、陽谿穴から曲池穴に向かい上8寸、長・短橈側手根伸筋の間
筋肉：長橈側手根伸筋、短橈側手根伸筋
運動神経：橈骨神経
知覚神経：外側前腕皮神経
血管：橈骨動脈
意義：三里とは陽病の初期症状が宿るところで、陽病に用いる穴という意味

### LI11.曲池（きょくち）
取穴部位：尺沢と上腕骨外側上顆を結ぶ線上の中点
　　（旧）肘を屈曲してできる肘窩横紋の外方で、上腕骨外側上顆の前
要穴：合土穴
筋肉：長橈側手根伸筋、短橈側手根伸筋
運動神経：橈骨神経
知覚神経：外側前腕皮神経
血管：橈側反回動脈
意義：曲池とは肘関節が曲がる部にあって、脈気がよく集まるところという意味

### LI12.肘髎（ちゅうりょう）
取穴部位：上腕骨外側上顆の上縁、外側顆上稜の前縁
　　（旧）上腕骨外側上顆の上際で、上腕三頭筋外縁の陥凹部
筋肉：上腕三頭筋、腕橈骨筋
運動神経：橈骨神経
知覚神経：外側上腕皮神経
血管：橈側反回動脈、中側副動脈

### LI13.手五里（てごり）
取穴部位：曲池穴から肩髃穴に向かい上3寸、上腕三頭筋の外縁
筋肉：上腕三頭筋、上腕筋
運動神経：橈骨神経、筋皮神経
知覚神経：外側上腕皮神経
血管：上腕深動脈
参考：禁鍼穴

### LI14.臂臑（ひじゅ）
取穴部位：曲池の上方７寸、三角筋前縁、上肢下垂なら肩髃穴から下方５寸、肩関節90度外転なら旧と同じ
　　（旧）肩髃穴から曲池穴に向かい下3寸、三角筋の前縁
筋肉：三角筋、上腕二頭筋
運動神経：腋窩神経、筋皮神経
知覚神経：外側上腕皮神経
血管：上腕深動脈三角筋枝
参考：WHO決定後では骨度法が上腕は上肢を下垂した状態で１尺２寸、肩関節を90度外転した状態で１尺としている。

### LI15.肩髃（けんぐう）
【別名】肩尖（けんせん）
取穴部位：肩峰外縁の前端と上腕骨大結節の間の陥凹部
　　（旧）肩関節の前方、肩峰と上腕骨頭の間
筋肉：三角筋
運動神経：腋窩神経
知覚神経：鎖骨上神経
血管：胸肩峰動脈三角筋枝

### LI16.巨骨（ここつ）
取穴部位：鎖骨外端と肩甲棘の間の陥凹部
筋肉：僧帽筋、棘上筋
運動神経：副神経、頚神経叢筋枝、肩甲上神経
知覚神経：鎖骨上神経
血管：肩甲上動脈
参考：強刺激を与えると脳貧血を起こすので注意を要する穴である。

### LI17.天鼎（てんてい）
【別名】天頂（てんちょう）
取穴部位：輪状軟骨と同じ高さ、胸鎖乳突筋の後縁
　　（旧）扶突穴の後下方1寸、胸鎖乳突筋後縁
筋肉：広頚筋、胸鎖乳突筋
運動神経：顔面神経、副神経、頚神経叢筋枝
知覚神経：鎖骨上神経
血管：上行頚動脈、浅頚動脈
意義：天鼎とは胸鎖乳突筋後縁、僧帽筋外縁、鎖骨の上縁で囲まれた外側頸三角の頂点にあり、咽頭・喉頭と深い関係のある穴という意味

### LI18.扶突（ふとつ）
取穴部位：甲状軟骨上縁と同じ高さ、胸鎖乳突筋の前縁と後縁の間
　　（旧）喉頭隆起の外方3寸で下顎角の下方1寸
筋肉：広頚筋、胸鎖乳突筋
運動神経：顔面神経、副神経、頚神経叢筋枝
知覚神経：頚横神経
血管：上行頚動脈
意義：扶突とは喉頭隆起のかたわら一扶ぐらいにある穴という意味
参考：胸鎖乳突筋の深部に内頸静脈があるため刺鍼に注意

### LI19.禾髎（かりょう）
取穴部位：水溝穴（人中溝中点）の外5分
　（別説）別説の水溝穴（人中溝の上から３分の１）の外方５分
筋肉：口輪筋
運動神経：顔面神経
知覚神経：上顎神経
血管：上唇動脈
参考：禁灸穴

### LI20.迎香（げいこう）
取穴部位：鼻唇溝中、鼻翼外縁中点と同じ高さ
　　（旧）鼻孔の外5分、鼻唇溝中
筋肉：上唇鼻翼挙筋、上唇挙筋、小頬骨筋
運動神経：顔面神経
知覚神経：上顎神経
血管：眼角動脈
参考：禁灸穴

## 音声用大腸経経穴名一覧
ショーヨー　　ジカン　　サンカン　　ゴーコク　　ヨーケイ　　ヘンレキ　　オンル　　ゲレン　　ジョーレン　　テサンリ　　キョクチ　　チューリョー　　テゴリ　　ヒジュ　　ケングー　　ココツ　　テンテイ　　フトツ　　カリョー　　ゲイコー

## 手陽明大腸経病
主に下歯痛、頚部腫脹、咽喉痛、鼻出血、肩・上腕部の疼痛、示指痛などが起こるとされている。